# Могила (Витина)
Могила (алб. Mogillë) је насељено место у општини Витина на Косову и Метохији. Село је у равници око брда и поред реке Гранчарке, налази се на око 4 км североисточно од Витине.

## Историја
Могила је насеље у крају званом „Горња Морава”, и положено је на левој обали реке Мораве. У месту је 26. априла 1900. године, митрополит Дионизије освештао православну цркву грађену на брду изнад села, посвећену Св. великомученику Теодору. Дијецезан је пожелео да на тако лепом месту са којег се пружа диван поглед, остане два дана. Конак му је дао газда Риста Бусић код себе.

## Порекло становништва по родовима
Подаци из 1929.
Српски родови:
- Нојкићи (3 к., Св. Вартоломије), староседеоци.
- Ђузићи (8 к., Ђурђиц), староседеоци.
- Терзићи (16 к., Св. Вартоломије), староседеоци.
- Трлаковићи (19 к., Св. Врачи), староседеоци.
- Ђуровићи (10 к., Ђурђиц), досељени из Бутеља код Скопља око 1830. године.
- Готићи (4 к.), пресељени из Чифлака око 1860. године.
- Пржићи (17 к., Св. Екатарина Велика), досељени из Бреста на планини Скопска Црна Гора изнад Витине и Скопља, општина Чучер.  Пржићи своје корене вуку из Грчке, из Солуна, а одатле им је и крсна слава. Из Бреста у Македонији пребегли су 1829. године због крвне освете од Турака.
- Боцићи (10 к., Св. Никола); пресељени из Пожарања око 1855. године.
- Букелићи (4 к., Св. Василије), пресељени из Радивојца око 1860. године
- И род муслиманских Рома: Бајрини (3 к.).

Поисламљени Срби:
- Читаци (6 к.). У ислам прешли још пре досељења Албанаца у Горњу Мораву. У првој половини XVIII века пресељени из Врбовца. А по досељењу Албанаца у ово село и уопште на Косово, поарбанашени су албанском фису Тсач.

Албански родови:
- Досељени средином XVIII века из Малесије у Албанији.